# Bojan Danowski

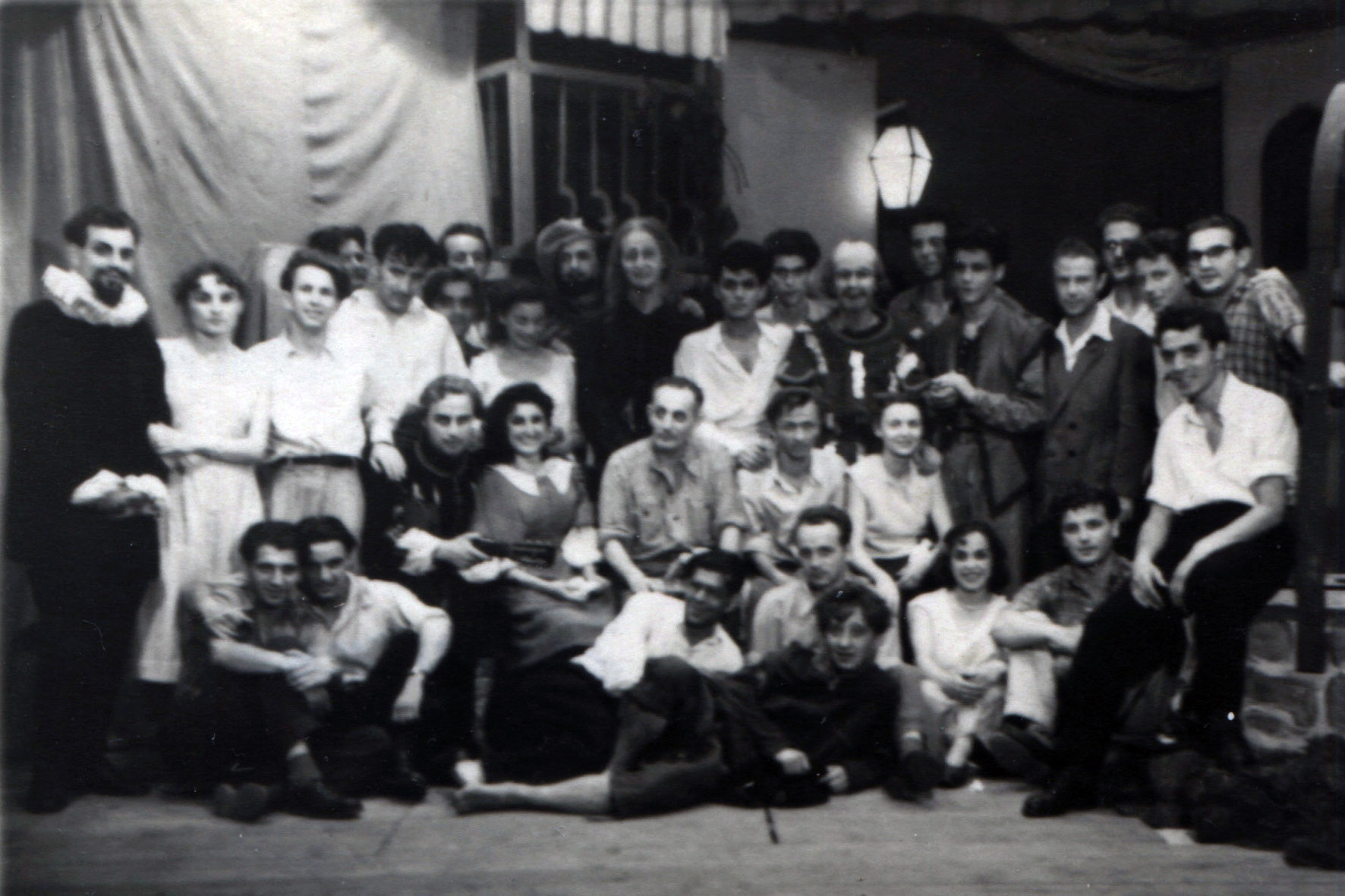
Bojan Danowski z młodymi aktorami

Bojan Iwanow Danowski (bułg. Боян Иванов Дановски, ur. 19 sierpnia 1899 w Ruse, zm. 9 marca 1976 w Sofii) – bułgarski aktor, reżyser, dramaturg, teatrolog i pedagog. Wprowadził do bułgarskiego teatru tak zwaną „wielką reformację teatralną”  XX wieku. 

## Życiorys
Bojan wywodził się z ubogiej rodziny, jego ojciec był stolarzem. W 1907 roku rodzina przeniosła się z Ruse do Sofii. Ukończył męskie gimnazjum i podjął studia humanistyczne. Zaraz po pierwszej wojnie światowej wyjechał do Mediolanu, gdzie w latach 1919-1921 studiował inżynierię i muzykę. Po powrocie do Bułgarii zbliżył się do kręgów literackich skupionych wokół Geo Milewa, Ljudmila Stojanowa, Nikołaja Hrelkowa i Hristo Jassenowa. W 1921 roku stał się stałym współpracownikiem magazynu „Libra” (Везни), gdzie drukował własne prace i tłumaczenia z włoskiego. Po zamknięciu pisma współpracował z „Hyperionem” (Хиперион). W tym okresie zaczął także interesować się teatrem. W 1928 wystąpił w kilku sztukach w teatrze w Plewen, m.in. w sztuce Bayarda Veillera Proces Mary Dugan i Fiodora Dostojewskiego Skrzywdzeni i poniżeni. 
Wraz ze Zlatanem Dudowem wyjechał do Niemiec, gdzie studiował reżyserię i pracował jako asystent reżysera Gustava Hartunga. W latach 1928–1932 mieszkał w Darmstadt, Berlinie i Paryżu, gdzie poznał Bertolta Brechta i uczestniczył w próbach. W 1932 roku wrócił do ojczyzny. Wraz z Borisem Michaiłowem tworzył i reżyserował amatorskie teatry pracy Trybun i Scena ludowa. W tym czasie wystawił m.in. sztukę Brunona Jasieńskiego Bal z manekinami i Krastjo Mirskiego (Wlad Jordanov) Próbę generalną.
W 1934 roku Bojan Danowski spędził cztery miesiące w Moskwie, zapoznając się z kierunkową metodologią Konstantyna Stanisławskiego, Wsiewołoda Meyerholda, Aleksandra Tairowa i innych. Po powrocie do kraju stał się zagorzałym zwolennikiem metody Stanisławskiego. W 1935 roku, w teatrze w Ruse, wystawił spektakl Wierzyciele Honoré de Balzaca. Założył też własne studio teatralne w Sofii (1936-1937), współpracował z pismami literackimi i teatralnymi oraz tłumaczył sztuki.
Od końca II wojny światowej dążył do powstania państwowej szkoły teatralnej, obecnie Narodowej Akademii Sztuk Teatralnych i Filmowych im. „Krystjo Sarafowa” (NATFA) w Sofii, w której był wykładowcą od 1951 roku. W latach 1953–1954 był rektorem NATFA. W 1956 roku wyreżyserował pierwszy bułgarski kolorowy film Trochka parva, który brał udział w Festiwalu Filmowym w Cannes. W latach 1958–1965 był dyrektorem Teatru Satyry. Wystawiał inscenizacje, m.in. Jegor Bułyczow i inni Maksima Gorkiego (1949), Pluskwę Władimira Majakowskiego (1958). Bojan Danowski zmarł w Sofii w wieku 78 lat. Jego imieniem nazwano teatr w mieście Pernik.

## Reżyseria filmowa
- 1956: Toczka pyrwa (bułg. Точка първа)